# Biserica evanghelică fortificată din Vințu de Jos
Biserica evanghelică fortificată din Vințu de Jos este o biserică aflată pe teritoriul satului Vințu de Jos, comuna Vințu de Jos. În Repertoriul Arheologic Național, monumentul apare cu codul 8835.10.
Ansamblul este format din următoarele monumente:
- Biserica evanghelică (cod LMI AB-II-m-A-00393.01)
- Zid de incintă (cod LMI AB-II-m-A-00393.02)

## Istoric
Edificiul datează din secolul al XIV-lea. Cele patru ferestre gotice din corul bisericii au o valoare artistică deosebită. Turnul bisericii datează din secolul al XIX-lea.